# Cẩm Hà, Cẩm Xuyên
Cẩm Hà là một xã thuộc huyện Cẩm Xuyên, tỉnh Hà Tĩnh, Việt Nam.

## Địa lý
Xã Cẩm Hà có diện tích 6,09 km², dân số năm 1999 là 4.457 người, mật độ dân số đạt 732 người/km².
Từ xa xưa trên địa bàn xã này có tuyến kênh Nhà Lê nối từ  kinh đô Hoa Lư đến Đèo Ngang đi qua, là tuyến đường thủy đầu tiên trong lịch sử Việt Nam và được coi là tuyến đường Hồ Chí Minh trên sông vì những đóng góp cho các cuộc chiến tranh của người Việt.

## Hành chính
Xã Cẩm Hà được chia thành 9 thôn: Cẩm Đông, Đông Xuân, Hoa Xuân, Nam Xuân, Nguyễn Đối, Tây Xuân.Thành Xuân, Trung Thắng, Trung Tiến.

## Lịch sử
Ngày 13 tháng 12 năm 2018, HĐND tỉnh Hà Tĩnh ban hành Nghị quyết số 126/NQ-HĐND về việc:
- Thành lập thôn Tiến Thắng trên cơ sở thôn Trung Tiến và thôn Trung Thắng.
- Thành lập thôn Đông Tây Xuân trên cơ sở thôn Đông Xuân và thôn Tây Xuân.

Ngày 18 tháng 7 năm 2024, HĐND tỉnh Hà Tĩnh ban hành Nghị quyết số 188/NQ-HĐND về việc sáp nhập thôn Xuân Hạ vào thôn Thành Xuân.